# Radyo Metropol FM
Radyo Metropol FM ist der erste türkischsprachige Radiosender in Deutschland. Der Sender wurde 1999 unter dem Namen „Bizim Dalga“ („Unsere Welle“) in Berlin gegründet, wo er seinen Sitz hat.
Radyo Metropol FM ist eine 100-prozentige Tochter der Medien-Union aus Ludwigshafen und beschäftigt 25 Mitarbeiter. Zielgruppe sind die sogenannten „Deutschtürken“ im Alter von 18 bis 49 Jahren. Gesendet werden verschiedene türkische Musikrichtungen, Unterhaltung und Service wie Verkehr und Wetter sowie lokale, nationale und internationale Nachrichten. In seiner Zielgruppe hat der Sender einen Marktanteil von 70,1 Prozent.
Geschäftsführer ist Tamer Ergün Yikici, der den Aufbau von Metropol FM maßgeblich unterstützt hat und den weiteren Ausbau des Senders fortführt. Zusammen mit Holger Willoh, der den Sender seit seiner Gründung als kaufmännischer Leiter der Moira Rundfunk GmbH unterstützt hat, leitet er die Geschäftsführung.
Der Radiosender, der mittlerweile über eine halbe Million Menschen in Europa erreicht, versucht neben seiner bisherigen Klientel verstärkt auch religiöse deutschtürkische Zuhörer zu erreichen. Dies ist vor allem im islamischen Fastenmonat Ramadan zu erkennen, da in dieser Zeit jeden Tag bei Einbruch der Dunkelheit ein Fastengebet im Radioprogramm gesprochen wird.
Zu empfangen ist Metropol FM über UKW, über Internet Live-Streaming und DVB-C von Unitymedia und Kabeldeutschland.
Empfang über UKW in folgenden Städten: Berlin (seit 1999), Stuttgart (2004), Ludwigshafen/Mannheim, Mainz/Wiesbaden, Koblenz (2001/06), Bremen (2016) sowie Frankfurt, Friedberg und Darmstadt (2019).
Die Vergabe von elf UKW-Frequenzen in NRW (Dorsten, Essen, Bochum, Hagen, Köln, Krefeld, Mülheim, Attendorn, Lennestadt, Olpe, Herdecke) an Metropol FM durch die LfM wurde mit Urteil des VG Düsseldorf vom 19. Juli 2016 wegen eines Verfahrensfehlers aufgehoben.
Der Sender bringt lokale Nachrichten aus dem UKW-Sendebereich sowie aus Deutschland und vom internationalen Geschehen. Über Ereignisse in der Türkei wird zumeist nur sehr kurz berichtet.